# Tiramisù
Il tiramisù () è un dolce e prodotto agroalimentare tradizionale diffuso in tutto il territorio italiano, le cui origini sono dibattute e attribuite soprattutto al Veneto e al Friuli-Venezia Giulia. È un dessert al cucchiaio a base di savoiardi (oppure altri biscotti di consistenza friabile) inzuppati nel caffè e ricoperti di una crema, composta di mascarpone, uova e zucchero, che in alcune varianti è aromatizzata con il liquore.

## Storia e origini

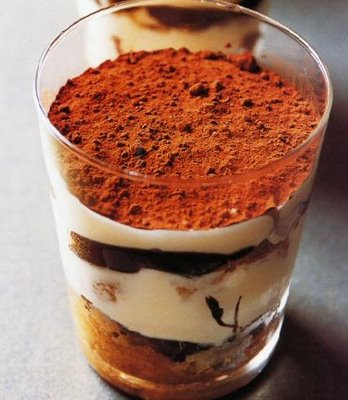
Tiramisù servito in bicchiere.

La ricetta del tiramisù non è presente nei libri di cucina precedenti agli anni sessanta del XX secolo. Ciò consente di supporre che il tiramisù, come lo si conosce ora, sia un'invenzione recente. Elemento ulteriore è la mancata identificazione del dolce nelle enciclopedie e dizionari degli anni settanta e ottanta. Il dizionario della lingua italiana Sabatini Coletti fa risalire la prima menzione del nome al 1980.

### Origine attribuita al Veneto
Gli enogastronomi Giuseppe Maffioli e Annibale Toffolo, nella rivista Vin Veneto: rivista trimestrale di vino, grappa, gastronomia e varia umanità del Veneto del 1981, storicizzano la preparazione del dolce tra la fine degli anni '60 e l'inizio degli anni '70, localizzandolo presso il ristorante "Alle Beccherie" di Treviso, gestito dalla famiglia Campeol, ad opera di un cuoco pasticcere che aveva lavorato in Germania, Roberto "Loly" Linguanotto, il quale voleva ricreare delle tipologie di dolci visti nella sua esperienza all'estero. Maffioli identificava il tiramisù fra i dolci al cucchiaio di stampo asburgico, anche se, sostanzialmente, lo definiva come una variante della zuppa inglese e la sua diffusione sarebbe stata rapida sia nel Veneto, che in tutta Italia. Roberto Linguanotto, in un'intervista, afferma che la prima ricetta deriverebbe dallo "sbatudin", un composto di tuorlo d'uovo sbattuto con lo zucchero, utilizzato comunemente dalle famiglie contadine come ricostituente, a cui venne semplicemente aggiunto del mascarpone. Gli enogastronomi Gigi Padovani e Clara Vada Padovani concordano che la ricetta di Linguanotto sia stata la prima a essere codificata in un libro nel 1983.
Da altre fonti la paternità del dolce viene attribuita ad altri ristoranti di Treviso. Una versione lo vede nascere presso il ristorante "Al Camín" alla metà degli anni ’50, con la creazione da parte della cuoca Speranza Bon di una 'coppa imperiale' realizzata con gli ingredienti classici del tiramisù, ma non chiamata con tale nome. Un'altra versione sposta l'origine all'albergo "Al Foghér" (dirimpettaio del ristorante "Al Camín"), aperto successivamente da Speranza Bon e dal marito Ottorino Garatti. A reclamare le origini del dolce c'è anche "El Toulà".
Una ricetta del tiramisù si può trovare nel libro I dolci del Veneto di Giovanni Capnist del 1983, anche se il dolce non è indicato con il suo famoso nome. Ulteriori conferme alla storicità e localizzazione del dolce possono essere ritrovate anche in testi più recenti come Cucina e tradizioni del Veneto (testo per istituti alberghieri): anch'esso localizza la creazione del dolce presso il ristorante "Beccherie" di Treviso da parte di un cuoco con precedenti esperienze mitteleuropee. Il testo presenta maggiori incertezze per il collocamento temporale dell'invenzione, individuata «nell'immediato dopoguerra». In un'intervista, anche il pasticcere Iginio Massari afferma l'origine trevigiana del Tiramisù, ricordando sia la presunta valenza afrodisiaca, sia la più probabile versione che lo voleva un dolce usato per fornire energie ai ragazzi prima che sostenessero un esame. A supportare l'origine presso le "Beccherie" di Treviso anche la scrittrice Chiara Giacobelli e dalla Guida Frommer's del Norditalia.
Nella guida turistica L'Italia dei dolci del Touring Club Italiano, nella sezione relativa al Veneto, il tiramisù viene definito «dolce moderno per eccellenza» diffuso oramai in tutto il mondo; allo stesso modo, l'Accademia italiana della cucina ne identifica l'origine veneta. Il lemma 'tiramisù' viene identificato come di origine veneta nel testo Le parole dialettali di Paolo Zolli del 1986. Il nome del dolce in veneto, "tiramesù", poi italianizzato in "tiramisù", sarebbe stato adottato per le sue capacità nutrizionali e ristoratrici, anche se altri affermano che il nome sia dovuto a presunti effetti afrodisiaci. In particolare, Giovanni Comisso, affermò che il dolce sarebbe nato negli anni '30 in una casa di tolleranza sita nel centro di Treviso, presso la Cae de Oro, dove veniva servito agli avventori per ristorarsi dopo la prestazione.

### Origine attribuita al Friuli-Venezia Giulia
A Pieris, nel goriziano, presso il ristorante "Il vetturino", dagli anni '40 viene preparata la 'Coppa Vetturino', servita per la prima volta il 19 maggio 1938 sul panfilo reale verso Siracusa, da Mario Cosolo, allora vice cuoco friulano della Regia Marina. Questa viene tradizionalmente realizzata con mousse al cioccolato, pan di Spagna bagnato con Marsala, zabaione e panna montata e, dagli anni Cinquanta, viene chiamata 'Coppa Vetturino Tirime su' e poi, successivamente, solo 'Tirime su'.

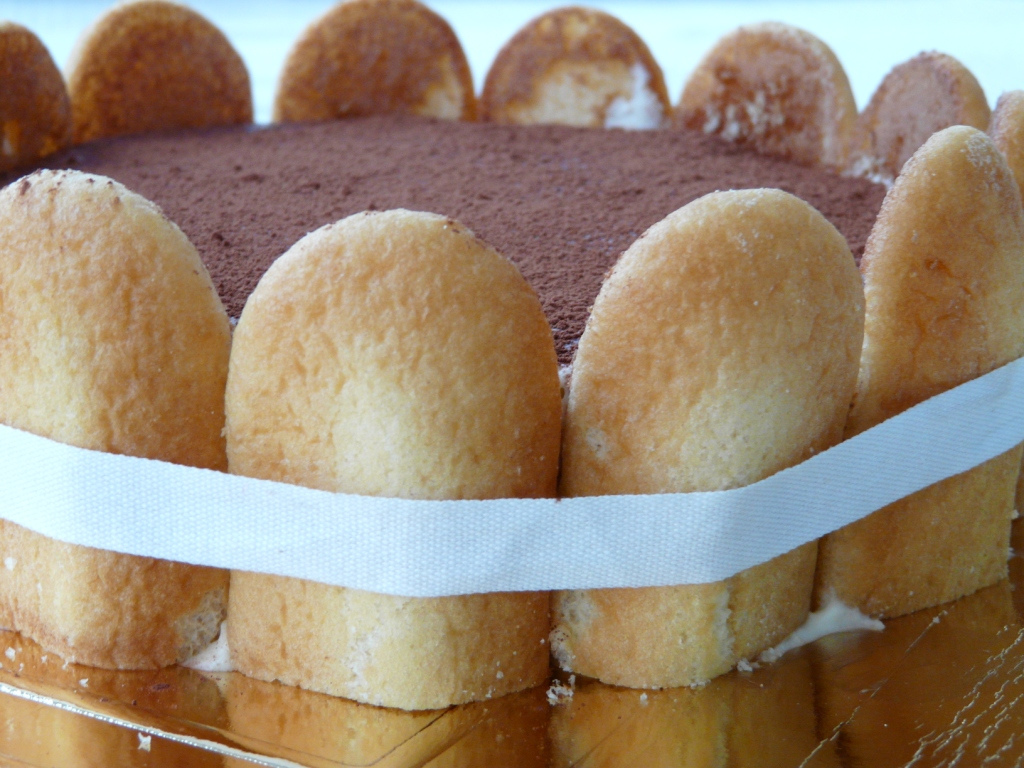
Tiramisù circondato da una corona di biscotti.

Una versione pone le origini in Carnia negli anni '50 all'Albergo Roma di Tolmezzo ad opera di Norma Pielli, come versione modificata del Dolce Torino, presente al numero 649 de La scienza in cucina e l'arte di mangiar bene di Pellegrino Artusi, che sarebbe stata realizzata sostituendo il burro con il mascarpone e l'alchermes con il caffè. A corroborare questa versione, sono stati presentati un conto datato 1959, in cui appaiono tra i dolci ordinati due 'tirami su', il menu di due cene organizzate presso l'Albergo nel 1963 e 1965, tra i cui dolci son presenti, riportati in lingua friulana, par indolzi: di tirimi-su un pôc e di côce i flôrs (per dolce: un poco di tirimi-su e fiori [di zucca]), nonché una ricetta che riporta il mascarpone tra gli ingredienti utilizzati ma che non risulta datata.
Sempre Gigi Padovani e Clara Vada Padovani, nel loro libro Tiramisù. Storia, curiosità, interpretazioni del dolce italiano più amato, ritengono che queste siano da considerare le prime ricette del dolce. Di parere contrario è stato in passato lo storico Alessandro Marzo Magno, che ha dedicato un capitolo al tiramisù nel suo libro Il genio del gusto. Come il mangiare italiano ha conquistato il mondo. Sebbene Marzo Magno concordasse sul fatto che fossero presenti dei dolci con questo nome, egli riteneva fosse la presenza del mascarpone a definire il tiramisù; questo avrebbe escluso sia il dolce del "Il Vetturino", sia quello di Tolmezzo, perlomeno secondo la versione di Ennio Furlan (già cuoco al Vetturino), il quale sostiene che il dolce di Norma Pielli fosse una semplice riproposizione del primo, conseguenza della diretta conoscenza tra i proprietari dei due ristoranti. Nel 2017, alla luce della nuova documentazione, Marzo Magno si allinea all'opinione di Padovani.

### Versioni alternative e miti

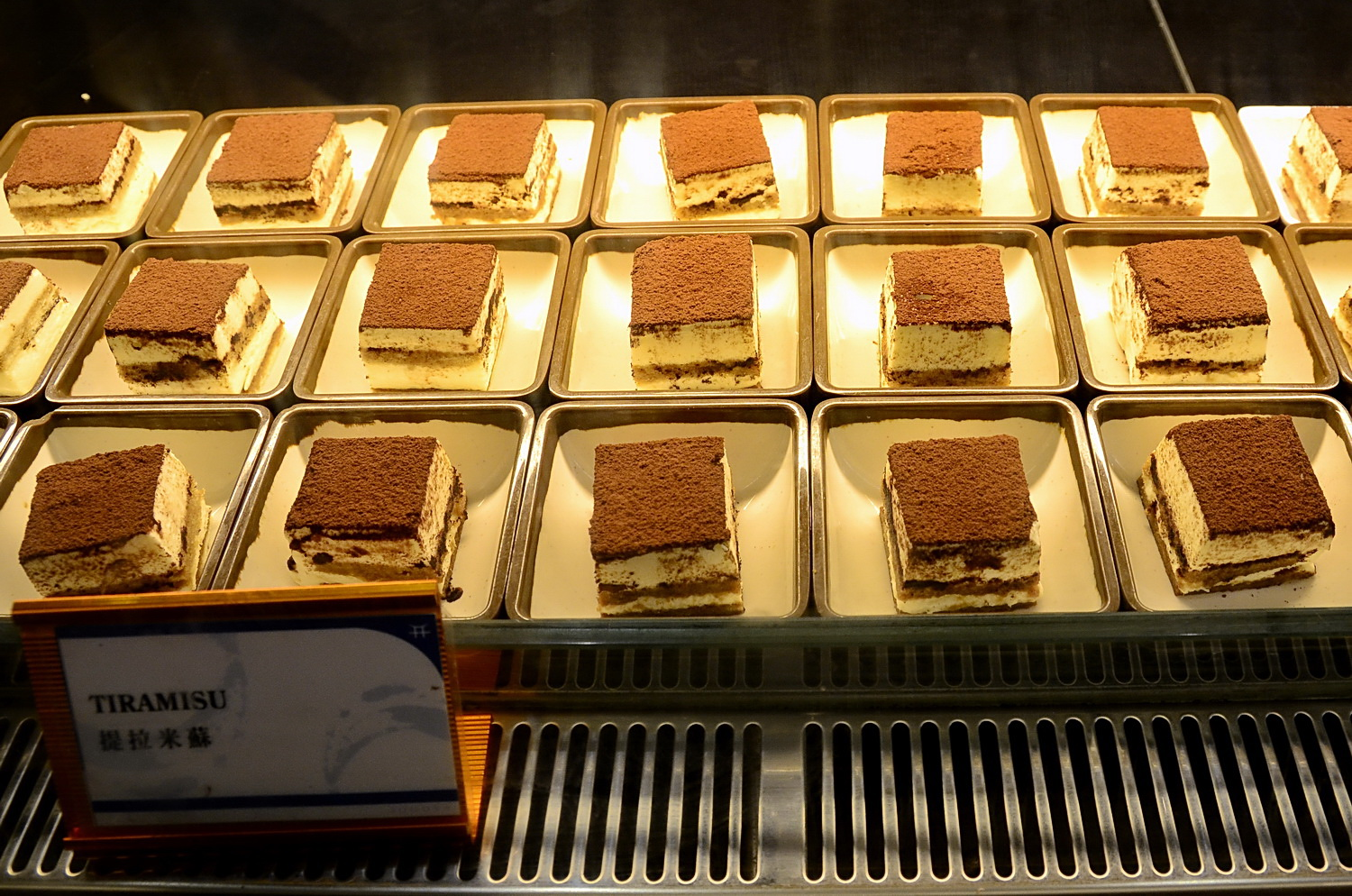
Tiramisù nella vetrina di un ristorante in Malaysia

Nella tradizione pasticcera il tiramisù presenta delle similitudini con alcuni dolci: in particolare con la charlotte, composta da una crema bavarese circondata da una corona di savoiardi e ricoperta da una guarnitura; con la zuppa inglese, composta da strati di savoiardi inzuppati nell'alchermes e/o nel rosolio e crema pasticciera; con il Dolce Torino, composto da savoiardi bagnati nell'alchermes e nel rosolio inframmezzati da un composto a base di burro, tuorli di uovo, zucchero, latte e cioccolato fondente; con la Bavarese Lombarda, con la quale presenta affinità per la preparazione e la presenza di alcuni ingredienti come i savoiardi e i tuorli d'uovo (assodati e non crudi in quest'ultima). Nella bavarese vengono utilizzati anche il burro ed il rosolio (o alchermes), ma non il mascarpone e il caffè.
Una delle leggende sulla nascita del tiramisù pone le sue origini a Siena, come dolce preparato in occasione di una visita del granduca Cosimo III de' Medici e denominato "zuppa del duca". Se questa versione è teoricamente compatibile con l'introduzione in Italia di uno degli ingredienti principali del tiramisù, il caffè (utilizzato all'epoca come bevanda e in assenza di attestazioni del suo uso all'interno di alimenti), non lo è altrettanto per l'utilizzo del mascarpone, che è un formaggio tipico della Lombardia, e per i savoiardi, biscotti originari della Savoia, entrambi poco verosimilmente usati nella pasticceria senese fra il XVII e il XVIII secolo. Il mascarpone, in particolare, irrancidisce rapidamente e difficilmente poteva essere conservato e trasportato in tempi brevi dalla Lombardia alla Toscana.
Anche l'utilizzo di uova crude all'interno di un dolce non soggetto a cottura, in passato, presentava delle difficoltà, dato l'elevato rischio di sviluppare la salmonella a causa dei precari metodi di conservazione degli alimenti esistenti a quei tempi. In effetti, anche recentemente la cattiva conservazione dei suoi ingredienti ne ha evidenziato la potenziale pericolosità. La zuppa del duca non è indicata nei classici libri di cucina come La Scienza in cucina e l'arte di mangiar bene di Pellegrino Artusi. e non risulta tra i prodotti considerati tipici della zona, mancando tra questi un dolce al cucchiaio che abbia caratteristiche similari al tiramisù.
Un'altra tesi racconta che il dolce sia stato creato da un pasticcere di Torino per sostenere il conte di Cavour nella sua azione per unificare l'Italia. Anche ai tempi dell'unità di Italia i metodi di produzione e conservazione degli alimenti non potevano garantire la salubrità di questo tipo di dolce, e anche per questa ipotesi non si sono riscontrate fonti a sostegno.

## Attualità

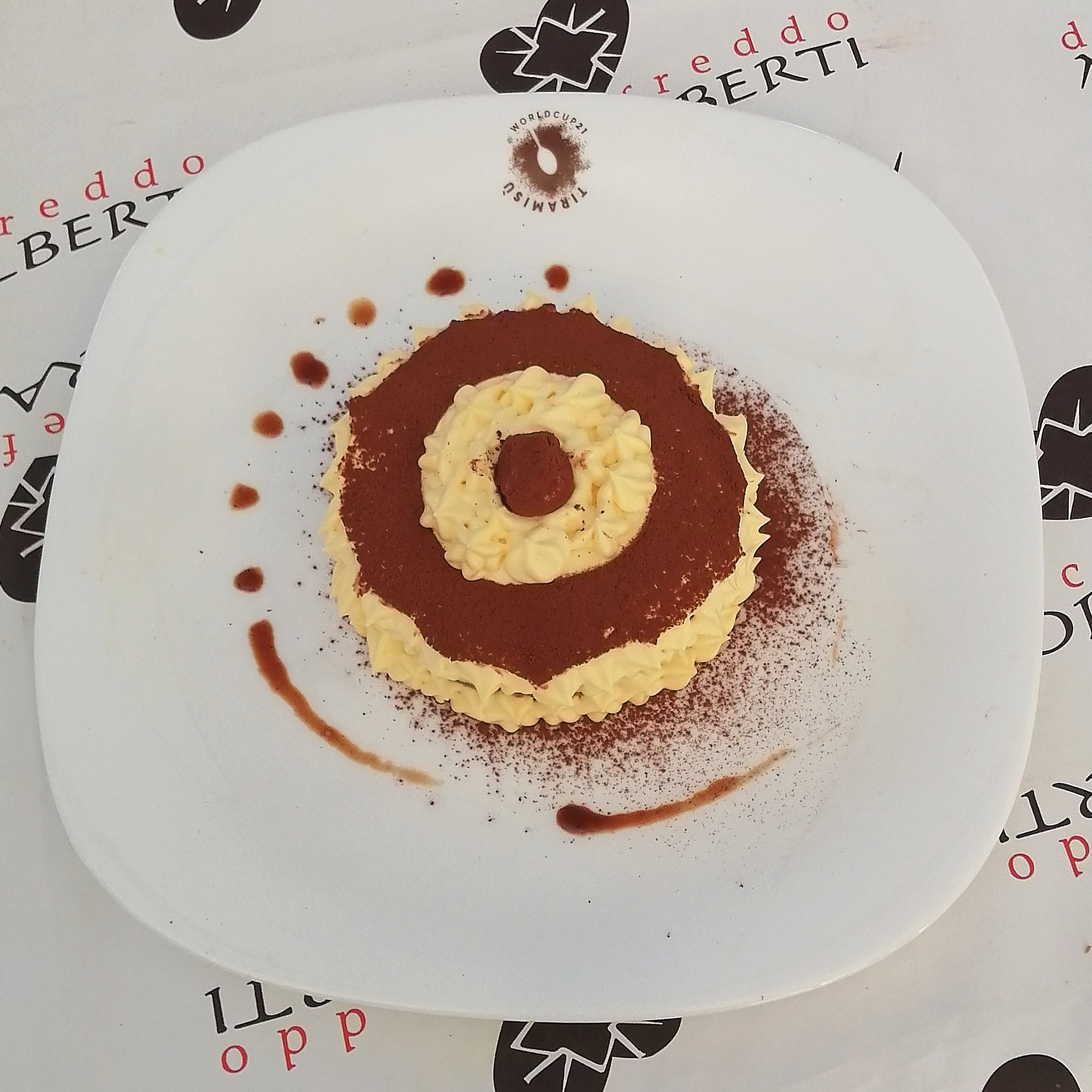
Un dolce alla Tiramisù World Cup del 2021

In occasione del giorno europeo 2006, il tiramisù venne scelto per rappresentare l'Italia nell'iniziativa Sweet Europe. Il 17 gennaio 2013 il tiramisù è stato dichiarato piatto ufficiale della 6ª Giornata Internazionale della Cucina Italiana a New York.
Il 24 maggio 2015, a Gemona del Friuli, è stato realizzato il Guinness World Record per il tiramisù più grande del mondo, dal peso di 3,015 kg, lungo 30 metri e largo 2, e realizzato da 50 pasticceri e 150 volontari.
Dal 29 luglio 2017, la ricetta tradizionale friulana del tiramisù è stata inserita dal Ministero delle politiche agricole alimentari e forestali nella lista dei prodotti agroalimentari tradizionali friulani e giuliani della regione Friuli-Venezia Giulia.
Del 2017 è la prima "Tiramisù World Cup", competizione svoltasi a Treviso il 4 e 5 novembre, riservata a non professionisti della ristorazione. L'evento è stato replicato nel 2018, 2019 e 2021.

## Caratteristiche

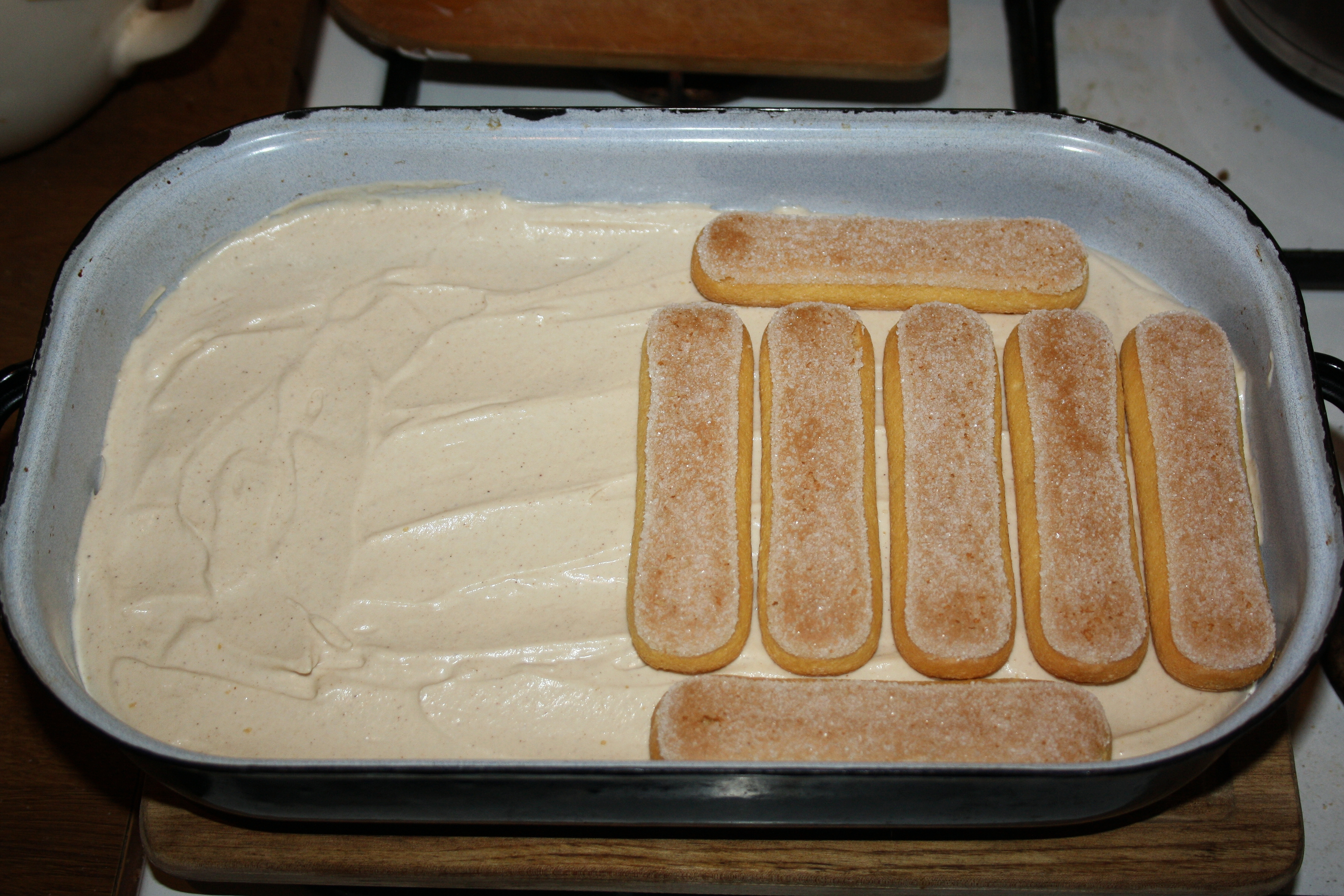
Preparazione del tiramisù

Per prepararlo secondo la ricetta originale servono i seguenti ingredienti: biscotti savoiardi, uovo, zucchero, caffè, mascarpone e cacao in polvere. Non è previsto il liquore, al più si potrebbe aggiungere un vino liquoroso e il più indicato è il Marsala. 
La forma originale del dolce è rotonda, anche se la forma dei savoiardi favorisce l'uso di una pirofila rettangolare o quadrata, diffondendo l'immagine classica "a mattonella". Tuttavia è spesso assemblato anche all'interno di bicchieri di vetro rotondi, che mostrano i vari strati, o a piramide.